# Skaraborg

O brasão de Skaraborg

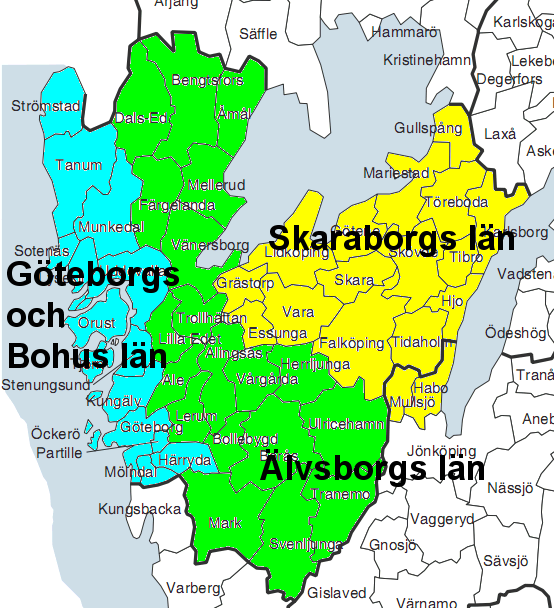
O antigo condado de Skaraborg no atual
condado da Västra Götaland

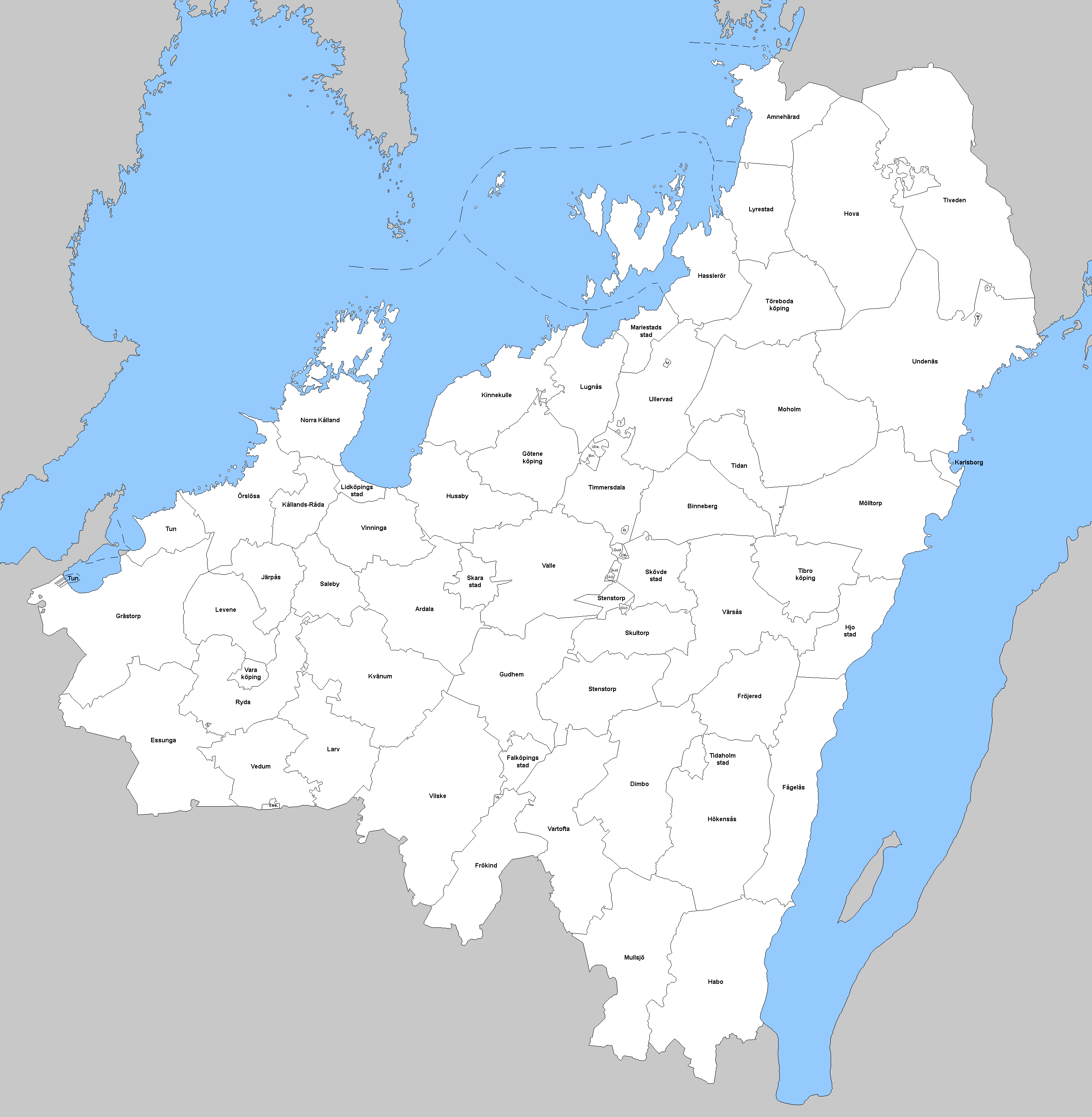
As comunas do antigo condado de Skaraborg

O Condado de Skaraborg (em sueco: Skaraborgs län) foi um condado da Suécia entre 1634 e 1997. Em 1998,  foi integrado no atual condado da Västra Götaland.
Sua capital era a cidade de Mariestad e sua maior cidade era anteriormente Lidköping e mais tarde Skövde. O condado estava localizado na atual parte norte da província histórica da Västergötland e ficava situado entre os lagos Vänern e Vättern, no sul do país. 

O nome Skaraborg continua a ser usado nos tempos atuais e está presente por exemplo em Skaraborgs regemente (Regimento de Skaraborg), Skaraborgs flygflottilj (Esquadrão de Skaraborg), Skaraborgs sjukhus (Hospital de Skaraborg),  Skaraborgs kommunalförbund (Associação de municípios de Skaraborg) e Skaraborgs tingsrätt  (Tribunal de Skaraborg).
Na área do antigo condado da Skaraborg pratica-se hoje em dia agricultura e criação de gado. Existem também indústrias cimenteiras e automobilísticas.

## Cidades do antigo Condado de Skaraborg
Falköping, Hjo, Lidköping, Mariestad, Skara, Skövde e Tidaholm.

## Governadores
- Harald Strömfelt (1695-1707)
- Carl Gustaf Soop (1707-1711)
- Germund Cederhielm d.ä. (1712-1716)
- Germund Cederhielm d.y. (1716)
- Peter Scheffer (1716-1723)
- Gustaf Rålamb (1723-1727)
- Erik Wrangel (1727-1729)
- Gustaf Palmfelt (1729-1733)
- Frans Joachim Ehrenstrahl (1733-1735)
- Gabriel Falkenberg (1735-1748)
- Gabriel Gabrielsson Falkenberg (1748-1761)
- Adam Otto Lagerberg (1761-1778)
- Claes Erik Silfverhielm (1778-1784)
- Claes Julius Ekeblad (1784-1796)
- Johan Adam Hierta (1796-1810)
- Georg Adlersparre (1810-1824)
- Arvid Posse (1824-1831)
- Carl Henrik Gyllenhaal (1831-1837)
- Wilhelm Albrecht d'Orchimont (1837-1851)
- Anders Peter Sandströmer (1851-1857)
- Jonas Wærn (1857-1866)
- Carl Malmsten (1866-1879)
- Cornelius Sjöcrona (1879-1906)
- Fabian de Geer (1906-1917)
- Axel Ekman (1917-1935)
- Carl Mannerfelt (1935-1951)
- Fritiof Domö (1951-1956)
- Bertil Fallenius (1956-1967)
- Karl Frithiofson (1967-1986)
- Lennart Orehag (1986-1990)
- Birger Bäckström (1991-1997)